# Шмалакское сельское поселение
Шмала́кское се́льское поселе́ние — муниципальное образование в составе Павловского района Ульяновской области. 
Административный центр — село Татарский Шмалак. Образовано из Татарско-Шмалакского сельсовета.

## История
Образован 29 мая 2005 года.
Поселение состоит из двух сел: Татарский Шмалак и Мордовский Шмалак.
История села Татарский Шмалак судя по документу найденному местными краеведами начиналась так: «От Великого Государя… Петра Алексеевича служилым татарам Каслею Мамоделеву и Кузахмету Бахтеярову с крестьянами… дана из дикого поля и отведена поместная земля в Симбирском уезде по речке Кададе по обе стороны…». Земли эти давались за службу по охране правобережья Волги от набегов кочевников.
Село Мордовский Шмалак расположено на р. Кадада (Илим). Основано село в XVII веке. Основное население села мордва, чуваши.
Род занятий местных жителей поселения связан с работой в СПК «Путь вперед» и СПК «Мордовско-Шмалакский», специализирующихся на выращивании разведении крупного рогатого скота, а также в ООО «Каменный ключ» (разведение зерновых и бобовых культур), и в ООО «Тат Шмалакское» (растениеводство в сочетании с животноводством — смешанное сельское хозяйство).

## Символика

### Герб
Символика герба Шмалакского сельского поселения отражает его особенности:
- разделение поля герба — аллегория полей поселения, сельскохозяйственного (с урожаем, золотые) и общего назначения (серебряные), а также аллегория лучей солнца;
- три голубя, летящие вместе вперед — символизирует дружбу и мир между всеми народами, живущими в поселении и работающими на его благо и развитие, в том числе русских, татар и мордвы;
- зеленая оконечность герба, подобная оконечности из герба Павловского района — символизирует неразрывную связь двух муниципальных образований и подчеркивает характер рельефа местности поселения;

- Серебро — символ чистоты, открытости, божественной мудрости, примирения.
- Золото — символ высшей ценности, величия, богатства, урожая.
- Зелень — символ весны, здоровья, природы, молодости и надежды.
- Лазурь — символ возвышенных устремлений, искренности, преданности, возрождения.

### Флаг
- клинообразное разделение полотнища - аллегория полей поселения, сельскохозяйственного (с урожаем, золотые) и общего назначения (серебряные), а также аллегория лучей солнца;
- три голубя, летящие вместе вперед - символизирует дружбу и мир между всеми народами, живущими в поселении и работающими на его благо и развитие, в том числе русских, татар и мордвы;
- нижняя зеленая часть полотнища, подобная таковой же из флага Павловского района - символизирует неразрывную связь двух муниципальных образований и подчеркивает характер рельефа местности поселения;
- Белый цвет (серебро) - символ чистоты, открытости, божественной мудрости, примирения.
- Желтый цвет (золото) - символ высшей ценности, величия, богатства, урожая.
- Зеленый цвет символизирует весну, здоровье, природу, молодость и надежду.
- Голубой цвет (лазурь) - символ возвышенных устремлений, искренности, преданности, возрождения.

## Население
| 2010 | 2012  | 2013  | 2014  | 2015  | 2016  | 2017 |
| ---- | ----- | ----- | ----- | ----- | ----- | ---- |
| 1144 | ↘1113 | ↘1073 | ↘1046 | ↘1029 | ↘1007 | ↘985 |
| 2018 | 2019  | 2020  | 2021  |       |       |      |
| ↘979 | ↘954  | ↗957  | ↘910  |       |       |      |

Жители в основном татары (68 %), мордва (14 %) и чуваши (11 %) (2002).

## Состав сельского поселения
В состав поселения входят 2 населённых пункта — 2 села.
| № | Населённый пункт  | Тип населённого пункта       | Население | Примечание     |
| - | ----------------- | ---------------------------- | --------- | -------------- |
| 1 | Татарский Шмалак  | село, административный центр | 833       | татары         |
| 2 | Мордовский Шмалак | село                         | 311       | мордва, чуваши |